# Клика (объединение художников)
Клика (англ. The Clique) — группа английских художников викторианской эпохи, основанная Ричардом Даддом. Другими членами «Клики» были Август Эгг, Альфред Элмор, Уильям Пауэлл Фрайт, Генри Нельсон О'Нил, Джон Филлип и Эдвард Мэтью Уорд.
Они описывались как «первая группа британских художников, объединившихся для большей влиятельности и объявивших, что ретроградные традиции Академии Художеств не соответствуют требованиям современного искусства».

## История
Информация о деятельности «Клики» происходит в основном из воспоминаний Фрайта и краткого эссе, опубликованного в Art Journal в 1898 году Гилбертом Имреем, другом группы. Оба утверждают, что группа называла себя этим именем в то время.
Они встречались в конце 1830-х и начале 1840-х годов. Группа распалась в 1843 году, когда Дадд стал безумным и был заключён в тюрьму после убийства своего отца. Все остальные члены группы стали успешными членами Королевской академии художеств (хотя О’Нил стал лишь ассоциированным, а не действительным членом). Их работа была поддержана только что созданным Художественным журналом (Art Journal).

## Идеи
Для членов «Клики» был характерен отказ от академического высокого искусства в пользу бытового жанра. Однако наиболее известными стали картины Ричарда Дадда на сюжеты Шекспира: «Спящая Титания» и «Пак» (обе — 1841).
В 1850-е годы большинство членов «Клики» стали закоренелыми врагами «Братства прерафаэлитов», полагая, что их искусство было умышленно эксцентричным и примитивистским. Фрайт и О’Нил неоднократно критиковали принципы прерафаэлитов. Однако Эгг стал другом и сторонником Уильяма Холмана Ханта.